# تايل (أمر يونكس)
Tail هو برنامج متاح في يونكس ، شبيه يونكس أنظمة و فري استخدامها لعرض ذيل نص ملف أو البيانات. تم تطوير نسخة فري دوس بواسطة M. Aitchison.

## بناء الجملة
بناء جملة الأوامر هو: 
```
 
tail
 
[
options
]
 
<filename>

```

في المثال التالي، يتم إخراج السطر الأخير فقط من التقارير: 
```
> tail -n1 report-13*

== > report-1301 < ==

Total tons output for month of January '13 was 523

== > report-1302 < ==

Total tons output for month of February '13 was 272

== > report-1303 < ==

Total tons output for month of March '13 was 623

```